# 生葉郡
生葉郡（日语：／ Ikuha gun */?）是過去位于日本福岡縣的郡，已於1896年2月26日與竹野郡合併為浮羽郡。
當時管轄的大部分町村在經過多次合併後，除星野村被併入八女市，其餘地區現皆為浮羽市的一部分。

## 歷史
- 1889年4月1日：實施町村制，生葉郡下設：吉井町、福富村、江南村、椿子村、千年村、浮羽村、姬治村、大石村、山春村、星野村。
- 1896年2月26日：星野村改隸屬八女郡，其餘町村改隸屬新成立的浮羽郡。